# Drapeau de la Transnistrie
Le drapeau de la république moldave du Dniestr est essentiellement une reprise du drapeau de la république socialiste soviétique de Moldavie. Il est constitué de trois bandes horizontales rouge-verte-rouge, la bande verte étant un tiers moins large que les bandes rouges.
En effet, lors de l'indépendance de la Moldavie en 1990, la population principalement russophone craignait un rapprochement avec la Roumanie. Le 30 avril 1990, la partie orientale du Dniestr refuse alors le nouveau drapeau moldave. Le 2 septembre 1990, la république de Transnistrie moldave (RTM) est proclamée unilatéralement république soviétique. Elle conserve alors le drapeau où figure la faucille et le marteau, emblèmes du communisme.
Après une guerre civile en 1992, la région reste intégrée dans la Moldavie mais bénéficie d'une certaine autonomie : elle se dote d'une constitution le 17 janvier 1996 après un référendum organisée dans la région et choisit officiellement ses propres emblèmes par une loi datant de juillet 2000.
Le drapeau d'État, reprend exactement l'ancien drapeau mais le revers est différent car il est vierge de symboles.
Le 12 avril 2017, le Conseil suprême reconnaît le tricolore russe sous d'autres proportions comme second drapeau officiel de la Transnistrie.

## Galerie

Drapeau de la république socialiste soviétique de Moldavie de 1952 à 1990.